# تريفور سترونج
تريفور سترونج (بالإنجليزية: Trevor Strong)‏ هو سياسي أسترالي، ولد في 26 فبراير 1961 في سيدني في أستراليا. حزبياً، نشط في حزب العمال الأسترالي. وقد انتخب عضو المجلس التشريعي ولاية كوينزلاند.